# 서울 공주
"서울 공주"는 한국에서 제작된 강구연 감독의 1989년 영화이다. 김주승 등이 주연으로 출연하였고 정륭사 등이 제작에 참여하였다.

## 출연

### 주연
- 김주승
- 강정아

## 기타
- 원작자: 주강연
- 조명: 최입춘
- 조연출: 최구용
- 녹음: 손인호